# Glomeromycetes
Pour un article plus général, voir Endomycorhize.
Classe
Les Gloméromycètes (Glomeromycetes) sont une classe  de champignons de la division des Glomeromycota. Ils constituent un groupe très peu connu du public mais écologiquement indispensable. Ce sont des champignons exclusivement endomycorhiziens vivant en symbiose avec les racines d'un grand nombre de plantes.

## Développement

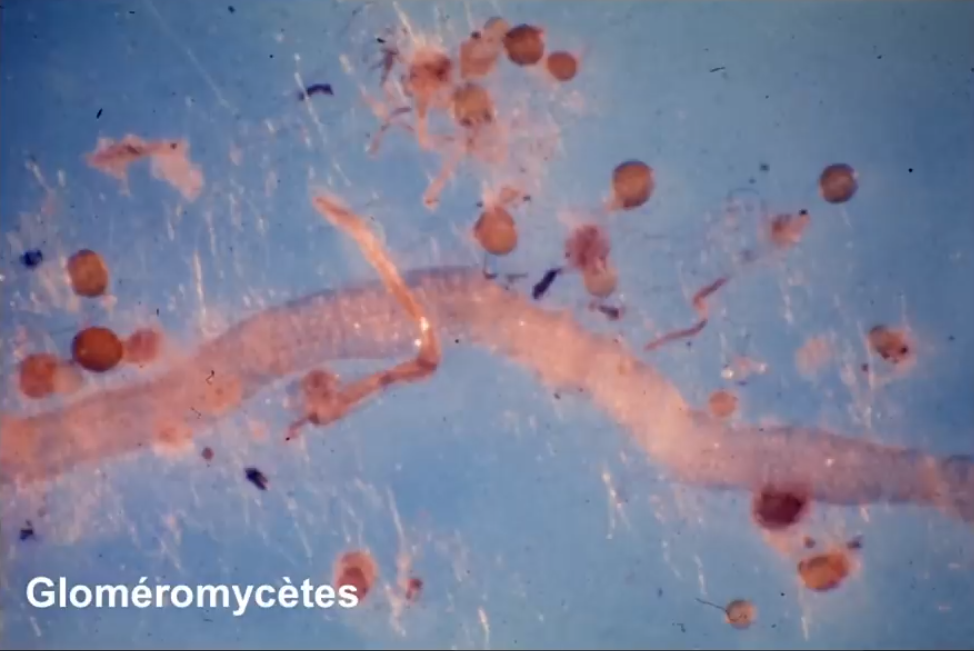
Hyphe et spores de Glomeromycètes.

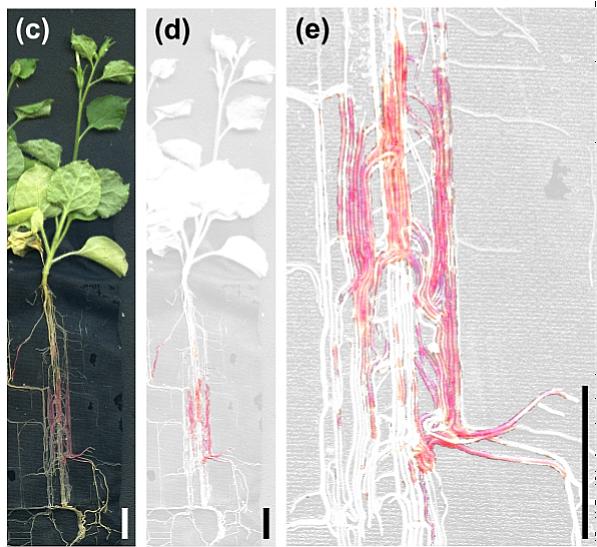
Mycorhize de Rhizophagus irregularis dans un pied de tabac.

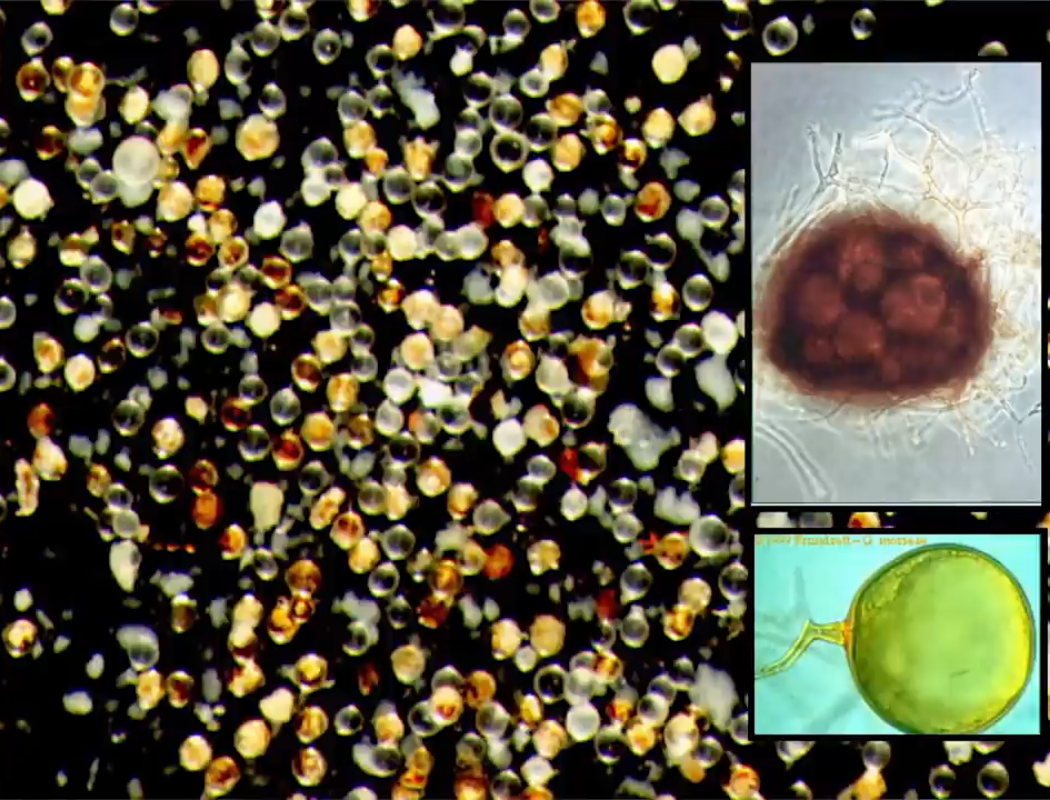
Spores de Glomeromycètes récoltées dans un sol.

Les Gloméromycètes apparaissent exclusivement sous une forme microscopique. Ils produisent de grosses spores souterraines qui mesurent de 0,1 à 0,4 mm de diamètre. Elles germent et développent un hyphe mesurant 0,01 mm de diamètre, qui est attiré par les dégagements de sucres des racines des plantes. Une fois leur rencontre établie, le champignon remplace le poil absorbant et se mêle à la racine pour former des endomycorhyzes en arbuscules. Ce qui permet au champignon de fournir eau et sels minéraux à la plante et à la plante de lui fournir sucres et acides gras. 
Plus précisément ces hyphes sont dites coénocytiques car leur multiplication végétative se fait de manière asexuée par le développement blastique de la pointe de l'hyphe pour produire des spores ou glomérospores d'un diamètre de 80 à 500 μm. Dans certains cas, des spores complexes se forment dans un saccule terminal.

## Prévalence
Environ 71 % des végétaux forment des associations endomycorhiziennes symbiotiques avec des Gloméromycètes qui accompagnaient déjà les plantes lors de leur sortie des eaux. Contrairement aux champignons ectomycorhyziens qui ne sont pas présents en dehors de l'hémisphère nord, ce groupe est présent sur l'ensemble de la planète.
Dans une prairie d'Europe occidentale type, chaque cm³ de sol contient entre 0,1 et 10 km d'hyphes de ces champignons microscopiques. L'association est renouvelée chaque année et se construit partout où les partenaires en ont besoin. Cependant, en agriculture, le labour endommage le mycélium et le fumage des sols limite l’interaction tandis que les fongicides utilisés contre les champignons pathogènes et les herbicides comme le glyphosate sont aussi néfastes aux Gloméromycètes.

## Taxons subordonnés
Environ 150 espèces ont été décrites, mais il en existe vraisemblablement beaucoup plus. Les Gloméromycètes étaient traditionnellement classés parmi le groupe des champignons Zygomycètes (ancienne division des Zygomycota, abandonnée car polyphylétique).
Liste des ordres selon MycoBank (9 juin 2022) :
- Diversisporales C. Walker & A. Schüßler, 2004
- Entrophosporaceae Oehl & Sieverd., 2006
- Gigasporales Sieverd., G.A. Silva, B.T. Goto & Oehl, 2011
- Glomerales J.B. Morton & Benny, 1990
- Otospora Oehl, Palenzuela & N. Ferrol, 2008
- Paracaulosporales S.P. Gautam & U.S. Patel, 2007
- Parapseudoglomus S.P. Gautam & U.S. Patel, 2007
- Parascutellosporales S.P. Gautam & U.S. Patel, 2007
- Pseudoglomus S.P. Gautam & U.S. Patel, 2007

Liste des ordres selon Index Fungorum (9 juin 2022) :
- Archaeosporales
- Diversisporales
- Glomerales
- Paraglomerales
- Gigasporites Carlie J.Phipps & T.N.Taylor, 1996
- Paracaulospora S.P.Gautam & U.S.Patel, 2007
- Paradentiscutata B.T.Goto, Oehl & G.A.Silva
- Parapseudoglomus S.P.Gautam & U.S.Patel, 2007
- Parascutellospora S.P.Gautam & U.S.Patel, 2007

### Vidéographie
- Diversité microbienne & mycorhizes, par Marc-André Selosse, Ver de Terre production, 29 mai 2020, 3 heures (visionner en ligne)